# 武漢戰鬥
武漢戰鬥發生於1927年5月18日，地點則是在中國湖北，是名义上同属國民革命軍的親國民黨右派军队和中国共产党之间的一场战斗。交戰一方為國民革命軍之鄂軍獨14師夏斗寅，另一方則為紅軍前身之國民革命軍24師葉挺獨立團。此戰鬥使親國民黨右派之鄂軍夏斗寅攻武漢行動被阻，國共兩軍間隙正式產生。